# Touche de début

Touche début (↖) sur un clavier informatique

La touche de début ou touche d'origine, également désignée par l'anglicisme « Home », est une touche de clavier d'ordinateur qui permet de retourner en début de ligne ou tout en haut d'une page. Elle est souvent représentée par une flèche dirigée vers le coin supérieur gauche, par exemple ↖ ou ◤, mais peut également l'être par l’abréviation Orig. Sur certains claviers, l'abréviation pourra être Pos1. Elle fonctionne de façon opposée à la touche de fin et est souvent voisine des touches de défilement et Inser / Suppr.
Sur Microsoft Windows et Linux, dans les documents éditables tels que ceux ouverts dans un traitement de texte, cette touche ramène le curseur au début de la ligne, et associée à Ctrl, au début de la page ; tandis que dans les documents non éditables, elle permet de retourner au début de la page quoi qu'il arrive.
Dans les applications Mac OS X, elle fait défiler le document jusqu'au début, mais sans modifier la position du curseur.
Dans certains navigateurs web, elle est utilisée dans une combinaison de touche permettant de recharger la page d'accueil.